# Metopius oharai
Metopius oharai är en stekelart som beskrevs av Kusigemati 1983. Metopius oharai ingår i släktet Metopius och familjen brokparasitsteklar. Inga underarter finns listade i Catalogue of Life.